# Jean-Max Colard
Jean-Max Colard (* 14. September 1968 in Rueil-Malmaison, Département Hauts-de-Seine) ist ein französischer Kurator, Kunstkritiker und Literaturwissenschaftler.
Neben seiner Tätigkeit als verantwortlicher Redakteur der Kunstseiten der Zeitschrift Les Inrockuptibles unterrichtet er an der Universität Lille III französische Gegenwartsliteratur in ihren Bezügen zur Gegenwartskunst. Des Weiteren berichtet Jean-Max Colard als Chronist der Gegenwartskunst für die Radiosender France Culture und France Musique. Colard lebt und arbeitet in Paris.

## Veröffentlichungen
- Une littérature d’après : Cinéma de Tanguy Viel, Dijon, Les presses du réel, coll. « L’espace littéraire » dirigée par Michel Gauthier, 2015.
- L’exposition de mes rêves, Genève, Mamco, 2013.
- Un festival d’exposition (avec Christian Bernard et Julie Joliat), Le Printemps de septembre à Toulouse 2008-2009, co-édition ACP/Le Printemps de septembre à Toulouse, 2012.
- Als Herausgeber: Poétique du chantier, numéro spécial revue Ligéia –Dossiers sur l’art (dir. Giovanni Lista), XXIIIe année, n° 101-104, juillet-décembre 2010.
- Als Herausgeber: Catalogue de la manifestation artistique Le Printemps de Septembre à Toulouse (« Là où je vais, je suis déjà », 2008 / « Là où je suis n’existe pas », 2009), 2 numéros, Toulouse, 2008-2009.
- After (avec Thomas Lélu), Sternberg Press/Villa Arson, 2006.
- Catalogue de l’exposition « Offshore », Fondation Ricard pour l’art contemporain, Paris, 2005 – Capc, Bordeaux, 2005 – Attitudes, Genève, 2006 – MAC, Marseille, 2006.
- Als Herausgeber: Qu’est-ce que l’art aujourd’hui ? (1ère édition), Paris, Editions Beaux-Arts Magazine, 1999, 300 pages.
- Edition parascolaire : La Vie est un songe de Calderon. – Paris, Presses Universitaires de France, collection « Major », 1996.

## Kuratierte Ausstellungen
- « Duras Song » (portrait d’une écriture), Centre Pompidou, Bibliothèque Publique d’information, Paris. Exposition consacrée à Marguerite Duras prévue pour octobre 2014.
- « Mathilde Veyrunes – Sur-urbain, intérieur jour », Espace Croix-Baragnon, Toulouse, mars 2013 – mai 2013.
- « La Nuit des Tableaux Vivants II », dans le cadre de la Biennale de Belleville, Paris, 22 septembre 2012.
- « Journal d’une chambre », galerie Crèvecœur, Paris, juin-juillet 2012.
- “Vous arrivez trop tard. Cérémonie”, exposition conçue par l’artiste Emilie Pitoiset et Jean-Max Colard, centre d’art contemporain les églises, Chelles, mars 2012.
- « L’hypothèse Nouveau Roman, a research (about relations between Contemporary Art & Nouveau Roman, unrealized but ongoing thesis »), 2001-2011… ,  documents présentés dans l’exposition « The invisible part of the iceberg », Akademie Schloss Solitude, Stuttgart, 17  novembre – 22 décembre 2011.
- « Poétique du chantier » (commissariat avec Juliette Singer), Musée-Château d’Annecy, novembre 2009-avril 2010.
- « Perpetual Battles », Baibakova Art Projects, Moscou, juin 2010.
- Le Printemps de septembre à Toulouse (commissaire associé de Christian Bernard, directeur du Mamco de Genève), septembre 2008 et 2009.
- « La Nuit des Tableaux Vivants I », dans le cadre du Printemps de Septembre à Toulouse, Musée des Augustins, Toulouse, octobre 2009.
- « 152 hours with a drawing, une forme brève de résidence critique » (artiste invité : Julien Berthier), hôtel La Louisiane, Paris, décembre 2007.
- « Œuvres encombrantes », Galerie Georges-Philippe et Nathalie Vallois, novembre 2007.
- « Enlarge Your Practice » (avec Claire Moulène et Mathilde Villeneuve), Friche Belle de Mai, Marseille, été 2007.
- « After » (avec Thomas Lélu), Villa Arson, octobre 2006.
- « Linder, We who are her hero », galerie LH, Paris, septembre 2006.
- « Sol Système », Centre d’art Passerelle, Brest, été 2006.
- « Offshore », Espace Ricard, Paris – Capc, Bordeaux – Attitudes, Genève – MAC, Marseille, 2005-2006.
- « Wim Delvoye, Cloaca : produits dérivés », galerie des Multiples, Paris, décembre 2004.
- « Books-machines », Colette, Paris, décembre 2003.
- « Vidéo-session » (avec Fabrice Bousteau), Sotheby’s/Beaux-arts Magazine, Paris, octobre 2000.
- « Le Voyage immobile », galerie Georges-Philippe et Nathalie Vallois, Paris, mars 1998.